# Pinacothèque capitoline
La Pinacothèque capitoline fait partie du complexe des musées du Capitole de Rome. Elle est située au deuxième étage du palais des Conservateurs. Créée en 1750 et comprenant 9 salles, elle est la plus ancienne collection publique de tableaux.  

## Histoire
La Pinacothèque est le fruit de la politique culturelle avisée du pape Benoît XIV, soucieux de défendre le patrimoine artistique romain. Le cardinal Silvio Valenti-Gonzaga, Secrétaire d'État et collectionneur, acquiert deux des plus importantes collections romaines, qui appartenaient aux marquis Sacchetti et aux princes Pio, en joignant les intérêts de la tutelle, pour éviter la dispersion de ces deux ensembles, à un projet didactique précis. L'Académie du nu de l'Accademia di San Luca, qui permet aux jeunes artistes d'étudier directement les œuvres du passé, s'installe également sur le Capitole. Les Sacchetti, pour faire face à leurs créanciers, sont contraints à vendre une bonne partie de leur collection de peintures ; au terme des transactions menées par Valenti-Gonzaga, 187 tableaux sont achetés le 3 janvier 1748.
La détermination de Benoit XIV à empêcher un nombre important de tableaux de quitter Rome, le pousse peu après, face à la demande formulée par le prince Giberto Pio qui veut transférer en Espagne la collection de sa famille dans l'intention évidente de la vendre, à lui en accorder l'autorisation à condition qu'il puisse lui-même exercer un droit de préemption sur une partie de la collection. Le prince cède au pape, en 1750, un quart de sa collection, soit 126 tableaux.
Les salles de Sainte-Pétronille, pour la collection Sacchetti, et de Pierre de Cortone, pour la collection Pio, ont été construites spécialement pour accueillir ces deux ensembles. En 1818, la décision de destiner aux collections capitoline le grand retable figurant l'Enterrement de sainte Pétronille du Guerchin, nécessite le déplacement de plusieurs œuvres. Ces pertes sont compensées par d'importantes acquisitions aux XIXe et XXe siècle, dont un petit groupe de tableaux du XIVe et XVe siècle provenant de la collection Sterbini.
La collection comprend un nombre important d'objets d'arts décoratifs et d'arts appliqués : le legs Cini, composé de porcelaines et de meubles romains du XVIIe siècle, le legs Primoli, de peintures et de meubles du XVIIIe siècle, et le don Mereghi, de porcelaines d'Extrême-Orient.

## Catalogue
| Œuvre | Titre                                                                                              | Auteur                                               | Date                            | Dimensions         | Technique et support              | Numéro d'inventaire     | Note |
| ----- | -------------------------------------------------------------------------------------------------- | ---------------------------------------------------- | ------------------------------- | ------------------ | --------------------------------- | ----------------------- | --- |
|       | Saint Barthélémy                                                                                   | Bartolomeo Bulgarini                                 | XVIe – XVe siècle               | 75×42 cm           | tempora sur bois                  | PC 345                  | |
|       | Sainte Marie Madeleine                                                                             | Bartolomeo Bulgarini                                 | XVIe – XVe siècle               | 73×41 cm           | tempora sur bois                  | PC 346                  | |
|       | Ascension                                                                                          | Barnaba da Modena                                    | 1350-1400                       | 59×46 cm           | tempora sur bois                  | PC 347                  | |
|       | Annonciation                                                                                       | Giacomo da Campli                                    | 1376                            | 59×53 cm           | tempora sur bois                  | PC 358                  | |
|       | Nativité                                                                                           | Giacomo da Campli                                    | 1376                            | 53×52 cm           | tempora sur bois                  | PC 356                  | |
|       | Présentation au temple                                                                             | Giacomo da Campli                                    | 1376                            | 59×53 cm           | tempora sur bois                  | PC 354                  | |
|       | Massacre des innocents                                                                             | Giacomo da Campli                                    | 1376                            | 53×53 cm           | tempora sur bois                  | PC 355                  | |
|       | Fuite en Égypte                                                                                    | Giacomo da Campli                                    | 1376                            | 50×53 cm           | tempora sur bois                  | PC 357                  | |
|       | Saint Barthélémy                                                                                   | Maestro della Dormitio di Terni                      |                                 | 62×37 cm           | tempora sur bois                  | PC 353                  | |
|       | Trinité avec trois membres de la famille Datini                                                    | Niccolò di Pietro Gerini                             | 1400-1410                       | 217×89 cm          | tempora sur bois                  | PC 102                  | |
|       | Baptême du Christ                                                                                  | Bicci di Lorenzo                                     |                                 | 19,6×37 cm         | tempora sur bois                  | PC 351                  | |
|       | Stigmates de saint François                                                                        | Bicci di Lorenzo                                     |                                 | 17,5×36 cm         | tempora sur bois                  | PC 352                  | |
|       | Couronnement de la Vierge avec des Anges                                                           | Ventura di Moro                                      | 1425-1450                       | 56×40 cm           | tempora sur bois                  | PC 349                  | Probablement la partie supérieure (cimaise) d'une composition plus vaste |
|       | San Biagio                                                                                         | Neri di Bicci                                        |                                 | 62,5 cm (diamètre) | tempora sur bois                  | PC 348                  | |
|       | Vierge en majesté avec les saints Jean-Baptiste, Antoine abbé, Catherine de Sienne et Dorothée (?) | Peintre inconnu des Marches                          | 1400-1420                       | 42×68 cm           | tempora sur bois                  | PC 350                  | |
|       | Conversation sacrée                                                                                | Macrino d'Alba                                       | 1495 ca.                        | 148×138 cm         | tempera et huile sur bois         | PC 104                  | |
|       | Portrait de Cassiano dal Pozzo l'ancien                                                            | Bernardino Lanino                                    |                                 | 104×74,5 cm        | huile sur bois                    | PC 252                  | |
|       | Vierge à l'Enfant                                                                                  | Luca Cambiaso                                        |                                 | 91,5×75 cm         | huile sur toile                   | PC 59                   | |
|       | Saint Jean Baptiste                                                                                | Daniele da Volterra (attribué à)                     |                                 | 176×107 cm         | huile sur toile                   | PC 360                  | |
|       | Vierge en majesté avec l'Enfant et des saints                                                      | Agostino Marti                                       | 1513                            | 204×204 cm         | huile sur bois                    | PC 21                   | |
|       | Madeleine avec le vase des onguents                                                                | Domenico Puligo                                      |                                 | 58×40,5 cm         | huile sur bois                    | PC 180                  | |
|       | Vierge avec l'Enfant et des anges                                                                  | Giovanni Antonio Sogliani                            |                                 | 86 cm (diamètre)   | huile sur bois                    | PC 100                  | |
|       | Mort et assomption de la Vierge                                                                    | Nicola Filotesio                                     | 1515-1516                       | 259×196,5 cm       | huile sur bois                    | PC 97                   | |
|       | Sainte Famille                                                                                     | Dosso Dossi                                          | 1527-1528                       | 236×171 cm         | huile sur toile                   | PC 1                    | |
|       | Vierge à l'Enfant avec les saints Baptiste, Jérôme, Paul, et une donatrice                         | Dosso Dossi ou Sebastiano Filippi                    |                                 | 81×99 cm           | huile sur toile                   | PC 37                   | |
|       | Montée au calvaire                                                                                 | Camillo Filippi (attribué à)                         | XVIe siècle                     | 32×23 cm           | huile sur bois                    | PC 27                   | |
|       | Le Christ parmi les docteurs                                                                       | Camillo Filippi (attribué à)                         |                                 | 47×33 cm           | huile sur bois                    | PC 297                  | |
|       | Vierge adorant l'Enfant                                                                            | Atelier de Filippi (?)                               | seconde moitié du XVIe siècle   | 55×36 cm           | huile sur bois                    | PC 249                  | |
|       | Conversation sacrée/Présentation au temple                                                         | Benvenuto Tisi                                       | 1528-1530                       | 64×82 cm           | huile sur bois                    | PC 2                    | peint recto/verso |
|       | Annonciation                                                                                       | Benvenuto Tisi                                       | 1528                            | 103×132 cm         | huile sur toile                   | PC 5                    | |
|       | Adoration des bergers                                                                              | Benvenuto Tisi                                       |                                 | 41,5×55 cm         | huile sur bois                    | PC 7                    | |
|       | Vierge en majesté avec l'Enfant et les saints François d'Assise et Antoine de Padoue               | Benvenuto Tisi                                       | 1530                            | 120×80 cm          | huile sur bois                    | PC 18                   | |
|       | Vierge à l'Enfant                                                                                  | Benvenuto Tisi                                       | 1512 ca.                        | 47,5×37,5 cm       | huile sur bois                    | PC 23                   | |
|       | Vierge en majesté avec des saints                                                                  | Benvenuto Tisi (?)                                   |                                 | 61×40 cm           | huile sur bois                    | PC 192                  | |
|       | Sainte Lucie                                                                                       | Benvenuto Tisi                                       | 1535-1540                       | 63×44 cm           | huile sur bois                    | PC 174                  | |
|       | Jésus et la femme adultère                                                                         | Benvenuto Tisi                                       |                                 | 194×240 cm         | huile sur toile                   | PC 229                  | |
|       | Sainte Famille avec saint Jérôme                                                                   | Benvenuto Tisi                                       |                                 | 45×60 cm           | huile sur bois                    | PC 4                    | |
|       | Adoration des mages                                                                                | Benvenuto Tisi et atelier                            |                                 | 61×71 cm           | huile sur bois                    | PC 9                    | |
|       | Couronnement de sainte Catherine                                                                   | Benvenuto Tisi et atelier                            | première moitié du XVIe siècle  | 48×57 cm           | huile sur bois                    | PC 6                    | |
|       | Mariage mystique de sainte Catherine                                                               | Benvenuto Tisi (atelier de)                          | première moitié du XVIe siècle  | 55×45 cm           | huile sur bois                    | PC 191                  | |
|       | Vierge à l'Enfant avec saint Jean                                                                  | Benvenuto Tisi (atelier de)                          | première moitié du XVIe siècle  | 28×23 cm           | huile sur bois                    | PC 197                  | |
|       | Immaculée Conception et Saints                                                                     | Benvenuto Tisi (atelier de)                          | première moitié du XVIe siècle  | 60×82 cm           | huile sur bois                    | PC 208                  | |
|       | Saint Sébastien                                                                                    | Benvenuto Tisi (atelier de)                          | 1510                            | 93×51 cm           | huile sur bois                    | PC 212                  | |
|       | vierge à l'Enfant avec saint Jean                                                                  | Benvenuto Tisi (atelier de)                          | première moitié du XVIe siècle  | 33×42 cm           | huile sur bois                    | PC 10                   | |
|       | Figure allégorique                                                                                 | Girolamo da Carpi                                    |                                 | 103×44 cm          | huile sur bois                    | PC 30                   | |
|       | Figure allégorique                                                                                 | Girolamo da Carpi                                    |                                 | 103×44 cm          | huile sur bois                    | PC 106                  | |
|       | Portrait d'homme                                                                                   | Girolamo da Carpi                                    |                                 | 95,5×76 cm         | huile sur toile                   | PC 206                  | |
|       | Mariage de la Vierge                                                                               | Maestro dei dodici apostoli                          | 1535-1540                       | 50×34,5 cm         | huile sur bois                    | PC 15                   | |
|       | Le Christ parmi les docteurs                                                                       | Maestro dei dodici apostoli                          | 1535-1540                       | 52×72,5 cm         | huile sur bois                    | PC 17                   | |
|       | Nativité                                                                                           | Ludovico Mazzolino                                   | 1522-1525                       | 39,5×34 cm         | huile sur bois                    | PC 13                   | |
|       | Le Christ parmi les docteurs                                                                       | Ludovico Mazzolino (atelier de)                      | 1500-1550                       | 47×31,5 cm         | huile sur bois                    | PC 19                   | |
|       | Vierge à l'Enfant avec les saints Jean Baptiste et Jérôme                                          | Niccolò Pisano                                       |                                 | 58×42,5 cm         | huile sur bois                    | PC 251                  | |
|       | Saint Nicolas de Bari                                                                              | Ortolano Ferrarese                                   |                                 | 128×44,5 cm        | huile sur bois                    | PC 16                   | |
|       | Saint Sébastien                                                                                    | Ortolano Ferrarese                                   |                                 | 128×44,5 cm        | huile sur bois                    | PC 20                   | |
|       | Portrait de jeune fille                                                                            | Domenico Panetti (attribué à)                        | 1505-1510                       | 39×32 cm           | huile sur bois                    | PC 22                   | |
|       | Nativité                                                                                           | Peintre ferrarais inconnu (Girolamo da Carpi?)       |                                 | 49,5×33,5 cm       | huile sur bois                    | PC 14                   | copia da Jules Romain |
|       | Jésus chasse les marchands du temple                                                               | Ippolito Scarsella                                   |                                 | 68×116 cm          | huile sur toile                   | PC 28                   | |
|       | Adoration des mages                                                                                | Ippolito Scarsella                                   |                                 | 68×55 cm           | huile sur toile                   | PC 25                   | |
|       | Adoration des mages                                                                                | Ippolito Scarsella                                   |                                 | 124×112,5 cm       | huile sur toile                   | PC 26                   | La Sainte Famille est représentée sur un fond d'architecture, et non plus dans l'étable habituelle |
|       | La chute de saint Paul                                                                             | Ippolito Scarsella                                   | 1590-1595                       | 39×55 cm           | huile sur bois                    | PC 8                    | |
|       | Baptême du Christ                                                                                  | Ippolito Scarsella                                   |                                 | 57,4×36 cm         | huile sur bois                    | PC 11                   | |
|       | Fuite en Égypte                                                                                    | Ippolito Scarsella                                   |                                 | 101×73 cm          | huile sur toile                   | PC 24                   | |
|       | Nativité de la Vierge                                                                              | Ippolito Scarsella et atelier                        |                                 | 48,5×67 cm         | huile sur toile                   | PC 185                  | |
|       | Esther devant Ahasuerus                                                                            | Giovanni Bonati                                      | 1650-1675                       | 105×192 cm         | huile sur toile                   | PC 224                  | |
|       | Répudation d'Agar                                                                                  | Giovanni Bonati                                      |                                 | 105×195 cm         | huile sur toile                   | PC 313                  | |
|       | Nathan et David                                                                                    | Giovanni Bonati                                      |                                 | 105×180 cm         | huile sur toile                   | PC 226                  | |
|       | Simon et l'Enfant                                                                                  | Giovanni Bonati                                      |                                 | 110×90cm           | huile sur toile                   | PC 209                  | |
|       | Vierge à l'Enfant avec des saints                                                                  | Giovanni Bonati                                      | 1666-1667                       | 310×188 cm         | huile sur toile                   | PC 250                  | copie de Paul Véronèse |
|       | Vierge à l'Enfant                                                                                  | Giovanni Bonati                                      | 1660-1669                       | 29,5×22 cm         | huile sur toile                   | PC 195                  | |
|       | Bon samaritain                                                                                     | Jacopo Bassano                                       | XVIIe siècle                    | 60×42 cm           | huile sur bois                    | PC 314                  | |
|       | Annonce aux bergers                                                                                | Francesco Bassano le Jeune                           | XVIIe siècle                    | 134×185,5 cm       | huile sur toile                   | PC 232                  | |
|       | Christ en gloire                                                                                   | Francesco Bassano le Jeune ou Leandro Bassano        | dernier quart du XVIe siècle    | 68×118 cm          | huile sur toile                   | PC 29                   | |
|       | Adoration des mages                                                                                | Francesco Bassano le Jeune                           |                                 | 127×165 cm         | huile sur toile                   | PC 233                  | |
|       | Jugement de Salomon                                                                                | Leandro Bassano                                      |                                 | 41×54 cm           | huile sur toile                   | PC 298                  | |
|       | Forge de Vulcain                                                                                   | Leandro Bassano                                      |                                 | 185×295 cm         | huile sur toile                   | PC 231                  | avec l'intervention d'un collaborateur |
|       | Portrait de jeune homme                                                                            | Giovanni Bellini                                     | 1500 ca.                        | 34×26,5 cm         | huile sur toile                   | PC 47                   | signé sur le garde-corps |
|       | Portrait d'homme                                                                                   | Giovanni Buonconsiglio                               |                                 | 40×31,5 cm         | huile sur bois                    | PC 43                   | signé |
|       | Vierge à l'Enfant avec les saints Pierre, Lucie et Catherine                                       | Pietro degli Ingannati                               |                                 | 98×126 cm          | huile sur bois                    | PC 39                   | |
|       | Sainte Famille avec saint Jean et une donatrice                                                    | Polidoro da Lanciano                                 |                                 | 50,5×72,5 cm       | huile sur toile                   | PC 151                  | |
|       | Portrait d’arbalétrier (Maître Battista di Rocca Contrada)                                         | Lorenzo Lotto                                        | 1551-1552                       | 95×72,5 cm         | huile sur toile                   | PC 40                   | |
|       | Le Christ et la femme adultère                                                                     | Palma le Vieux                                       | 1525-1528                       | 78,5×75 cm         | huile sur toile                   | PC 42                   | |
|       | Titien                                                                                             | Palma le Jeune (attribué à)                          |                                 | 115×148 cm         | huile sur toile                   | PC 294                  | |
|       | Portrait de femme                                                                                  | Giovanni Gerolamo Savoldo                            | 1525 ca.                        | 92×123 cm          | huile sur toile                   | PC 49                   | |
|       | Baptême du Christ                                                                                  | Domenico Tintoretto                                  | 1585                            | 187,5×120 cm       | huile sur toile                   | PC 35                   | |
|       | Flagellation                                                                                       | Domenico Tintoretto                                  | 1590 ca.                        | 186×118,5 cm       | huile sur toile                   | PC 36                   | |
|       | Le couronnement d'épines                                                                           | Domenico Tintoretto                                  | 1590 ca.                        | 186,5×117 cm       | huile sur toile                   | PC 34                   | |
|       | Madeleine pénitente                                                                                | Domenico Tintoretto                                  | 1598 ca.                        | 114,5×92 cm        | huile sur toile                   | PC 32                   | |
|       | Le Baptême du Christ                                                                               | Titien                                               | 1512 ca.                        | 116×91 cm          | huile sur toile                   | PC 41                   | |
|       | Le Bon Gouvernement                                                                                | Paul Véronèse                                        | 1551-1552                       | 105×64 cm          | huile sur toile                   | PC 48                   | |
|       | La Paix                                                                                            | Paul Véronèse                                        | 1551-1552                       | 105×64 cm          | huile sur toile                   | PC 50                   | |
|       | Enlèvement d'Europe                                                                                | Paul Véronèse                                        | 1580 ca.                        | 245×310 cm         | huile sur toile                   | PC 45                   | copie avec variantes de la toile du palais Ducal de Venise |
|       | Ascension                                                                                          | Paul Véronèse                                        | 1585 ca.                        | 139×73 cm          | huile sur toile                   | PC 84                   | |
|       | La Vierge, sainte Anne et des anges                                                                | Paul Véronèse (atelier de)                           |                                 | 175×149 cm         | huile sur toile                   | PC 33                   | |
|       | Madeleine                                                                                          | Paul Véronèse (atelier de)                           |                                 | 135×119 cm         | huile sur toile                   | PC 152                  | |
|       | Portrait de Guido Casoni                                                                           | Peintre vénitien inconnu                             |                                 | 52×40 cm           | huile sur bois                    | PC 287                  | |
|       | Naissance de la Vierge                                                                             | Francesco Albani                                     |                                 | 327×175 cm         | huile sur toile                   | PC 132                  | |
|       | Vierge à l'Enfant avec des anges                                                                   | Francesco Albani                                     | 1610-1615                       | 109×160 cm         | huile sur bois                    | PC 175                  | |
|       | Vierge à l'Enfant                                                                                  | Francesco Albani                                     | 1630                            | 24×20 cm           | huile sur bois                    | PC 77                   | |
|       | Madeleine pénitente                                                                                | Francesco Albani                                     | première moitié du XVIIe siècle | 89×68 cm           | huile sur toile                   | PC 238                  | |
|       | Vierge à l'Enfant                                                                                  | Sisto Badalocchio                                    |                                 | 29×21 cm           | huile sur toile                   | PC 51                   | |
|       | Mariage mystique de sainte Catherine                                                               | Denis Calvaert                                       | 1590                            | 94×70 cm           | huile sur toile                   | PC 99                   | signé et daté |
|       | Saint François pénitent                                                                            | Annibale Carracci                                    | 1585 ca.                        | 75×57 cm           | huile sur toile                   | PC 61                   | |
|       | Saint François pénitent                                                                            | Annibale Carracci (atelier de)                       |                                 | 63×71 cm           | huile sur toile                   | PC 162                  | |
|       | Paysage avec la Madeleine pénitente                                                                | Annibale Carracci (école de)                         | 1610 ca.                        | 48×63 cm           | huile sur toile                   | PC 95                   | |
|       | Communion de saint Jérôme                                                                          | Annibale Carracci (copie de)                         | première moitié du XVIIe siècle | 53×36,5 cm         | huile sur ardoise                 | PC 155                  | |
|       | Vision de saint François                                                                           | Annibale Carracci (copie de)                         | première moitié du XVIIe siècle | 37×31 cm           | huile sur ardoise                 | PC 154                  | |
|       | Saint Jérôme                                                                                       | Annibale Carracci (copie de)                         | seconde moitié du XVIIe siècle  | 81×63 cm           | huile sur toile                   | PC 288                  | |
|       | Vierge à l'Enfant avec saint François                                                              | Antonio Carracci                                     | 1605                            | 21×17,5 cm         | huile sur cuivre                  | PC 201                  | |
|       | Saint François pénitent                                                                            | Lodovico Carracci                                    |                                 | 111×80 cm          | huile sur toile                   | PC 148                  | |
|       | Portrait de jeune homme                                                                            | Lodovico Carracci                                    |                                 | 34,5×28,5 cm       | huile sur toile                   | PC 159                  | |
|       | Sainte famille avec les saints François et Catherine d'Alexandrie                                  | Lodovico Carracci                                    |                                 | 68×51 cm           | huile sur toile                   | PC 98                   | |
|       | Allégorie de la Providence                                                                         | Lodovico Carracci                                    |                                 | 51×37 cm           | huile sur ardoise                 | PC 202                  | |
|       | Sainte Cécile                                                                                      | Lodovico Carracci                                    |                                 | 46,5×49 cm         | huile sur toile                   | PC 257                  | |
|       | Vierge à l'Enfant                                                                                  | Lodovico Carracci                                    |                                 | 114 cm (diamètre)  | huile sur toile                   | PC 177                  | |
|       | Sibylle de Cumes                                                                                   | Le Dominiquin                                        | 1617 ca.                        | 138×103 cm         | huile sur toile                   | PC 134                  | |
|       | Sainte Barbara                                                                                     | Le Dominiquin (école de)                             |                                 | 97×77,5 cm         | huile sur toile                   | PC 289                  | |
|       | Mariage mystique de sainte Catherine                                                               | Pietro Faccini                                       | 1595-1599                       | 101×84 cm          | huile sur toile                   | PC 38                   | |
|       | Dispute de sainte Catherine                                                                        | Prospero Fontana                                     | 1551                            | 58×31 cm           | huile sur bois                    | PC 101                  | esquisse pour le retable de Santa Maria del Barracano à Bologne |
|       | Présentation au temple                                                                             | Francesco Francia et Bartolomeo Passarotti           |                                 | 243×257 cm         | huile sur bois                    | PC 12                   | Demeuré inachevé à la mort de Francesco Francia, il fut complété des années plus tard par Passerotti qui lui apporta des modifications, dont la transformation du dédicant agenouillé à droite, en figure de saint Jérôme avec le lion. |
|       | Vierge à l'Enfant avec sainte Cécile et saint Albert                                               | Lorenzo Garbieri                                     | 1615                            | 32×24 cm           | huile sur ardoise                 | PC 198                  | |
|       | Erminia parmi les bergers'                                                                         | Giovanni Lanfranco                                   | 1600-1640                       | 146×196 cm         | huile sur toile                   | PC 248                  | |
|       | La pêche miraculeuse                                                                               | Lucio Massari                                        | 1605-1606                       | 39×51 m            | huile sur ardoise                 | PC 96                   | |
|       | Portrait de deux musiciens                                                                         | Bartolomeo Passarotti                                |                                 | 73×59 cm           | huile sur toile                   | PC 70                   | |
|       | Portrait d'homme                                                                                   | Bartolomeo Passarotti                                |                                 | 55×46 cm           | huile sur toile                   | PC 65                   | |
|       | Portrait d'homme avec un chien                                                                     | Bartolomeo Passarotti                                | 1585-1587                       | 57×46,5 cm         | huile sur toile                   | PC 68                   | |
|       | Mort d'Adonis                                                                                      | Emilio Savonanzi                                     |                                 | 146×185 cm         | huile sur toile                   | PC 315                  | |
|       | Ulysse et Circé                                                                                    | Giovanni Andrea Sirani                               | 1650-1655                       | 230×183 cm         | huile sur toile                   | PC 228                  | |
|       | Saint Sébastien                                                                                    | Alessandro Tiarini                                   |                                 | 113 cm (diamètre)  | huile sur toile                   | PC 221                  | |
|       | Couronnement de la Vierge avec saint Jean Baptiste                                                 | Peintre émilien inconnu                              | première moitié du XVIIe siècle | 62×90 cm           | huile sur toile                   | PC 88                   | |
|       | Saint Sébastien                                                                                    | Peintre émilien inconnu                              | moitié du XVIIe siècle          | 130×96 cm          | huile sur toile                   | PC 147                  | |
|       | Amorin (Génie de la Paix)                                                                          | Peintre émilien inconnu                              | première moitié du XVIIe siècle | 68×84 cm           | huile sur toile                   | PC 178                  | |
|       | Amorin                                                                                             | Peintre émilien inconnu                              | moitié du XVIIe siècle          | 99×74,5 cm         | huile sur toile                   | PC 187                  | |
|       | Allégorie                                                                                          | Peintre émilien inconnu                              | première moitié du XVIIe siècle | 100×86 cm          | huile sur toile                   | PC 176                  | |
|       | Saint Jean Baptiste                                                                                | Peintre flamand inconnu actif à Parme                | seconde moitié du XVIe siècle   | 49,5×39,5 cm       | huile sur ardoise                 | PC 31                   | |
|       | Sainte Famille                                                                                     | Le Guerchin                                          | 1615-1616                       | 65×88 cm           | huile sur toile                   | PC 105                  | |
|       | Saint Matthieu avec l'ange                                                                         | Le Guerchin                                          | 1622                            | 120×179 cm         | huile sur toile                   | PC 55                   | |
|       | L'enterrement de sainte Pétronille                                                                 | Le Guerchin                                          | 1623                            | 720×423 cm         | huile sur toile                   | PC 140                  | signé et daté ; réalisé pour un autel de la basilique Saint-Pierre, placé sur le mur du fond de la salle en 1818. |
|       | Cléopâtre devant Octavien                                                                          | Le Guerchin                                          | 1630-1649                       | 280×250 cm         | huile sur toile                   | PC 133                  | |
|       | La Sibylle perse                                                                                   | Le Guerchin                                          | 1647-1648                       | 117×96 cm          | huile sur toile                   | PC 146                  | |
|       | Saint Jean Baptiste                                                                                | Le Guerchin                                          | 1650-1655                       | 81×65 cm           | huile sur toile                   | PC 56                   | |
|       | Saint Jean Baptiste                                                                                | Le Guerchin                                          | 1645 ca.                        | 63×50 cm           | huile sur toile                   | PC 286                  | |
|       | Madeleine pénitente                                                                                | Le Guerchin (atelier du)                             |                                 | 185×150 cm         | huile sur toile                   | PC 216                  | copie partielle d'un original perdu |
|       | Saint Sébastien                                                                                    | Guido Reni                                           | 1615                            | 128×98 cm          | huile sur toile                   | PC 145                  | |
|       | Saint Jérôme                                                                                       | Guido Reni                                           | 1633-1634                       | 63×53 cm           | huile sur toile                   | PC 183                  | |
|       | Polyphemus                                                                                         | Guido Reni                                           | 1639-1640                       | 52×63 cm           | huile sur toile                   | PC 241                  | |
|       | Madeleine pénitente                                                                                | Guido Reni                                           | 1635-1640                       | 77,5×59 cm         | huile sur toile                   | PC 543                  | |
|       | Âme bienheureuse                                                                                   | Guido Reni                                           | 1640-1642                       | 252×153 cm         | huile sur toile                   | PC 106                  | |
|       | Âme bienheureuse                                                                                   | Guido Reni                                           |                                 | 57×45 cm           | huile sur toile                   | PC 184                  | Esquisse de la toile n. inv. PC 106 |
|       | Madeleine avec la jarre des onguents                                                               | Guido Reni                                           | 1640 ca.                        | 75×63 cm           | huile sur toile                   | PC 182                  | |
|       | Lucrèce                                                                                            | Guido Reni                                           | 1640-1642                       | 91×73 cm           | huile sur toile                   | PC 211                  | |
|       | Cléopâtre                                                                                          | Guido Reni                                           | 1640-1642                       | 91×73 cm           | huile sur toile                   | PC 217                  | |
|       | Jeune fille avec une couronne                                                                      | Guido Reni                                           | 1640-1642                       | 91,5×73 cm         | huile sur toile                   | PC 181                  | |
|       | Jésus enfant et Saint Jean                                                                         | Guido Reni                                           | 1640-1642                       | 86,5×69 cm         | huile sur toile                   | PC 188                  | |
|       | Enlèvement d'Europe                                                                                | Giovanni Andrea Sirani (attribué à)                  |                                 | 54×65 cm           | huile sur toile                   | PC 344                  | copie de Guido Reni |
|       | Judith                                                                                             | Carlo Maratta (attribué à)                           | 1621-1630                       | 230×155 cm         | huile sur toile                   | PC 128                  | copie de Guido Reni |
|       | Portrait de Guido Reni                                                                             | Peintre bolonais inconnu                             |                                 | 52,5×41 cm         | huile sur toile                   | PC 66                   | copie de Guido Reni? |
|       | Alexandre et la femme de Darius                                                                    | Francesco Allegrini da Gubbio                        |                                 | 99×137 cm          | huile sur toile                   | PC 235                  | |
|       | Le lavage des pieds                                                                                | Giovanni Baglione                                    |                                 | 130×80 cm          | huile sur toile                   | PC 210                  | |
|       | Vierge en majesté                                                                                  | Giovanni Baglione                                    |                                 | 135×100 cm         | huile sur toile                   | PC 215                  | |
|       | Paysage avec bergers et moutons                                                                    | Pietro Paolo Bonzi                                   | 1621 ca.                        | 47×64 cm           | huile sur toile                   | PC 189                  | |
|       | Paysage avec le martyre de saint Sébastien                                                         | Pietro Paolo Bonzi                                   |                                 | 40×55 cm           | huile sur bois                    | PC 89                   | |
|       | Paysage avec le repos d'Hercule                                                                    | Pietro Paolo Bonzi                                   |                                 | 48×43 cm           | huile sur toile                   | PC 90                   | |
|       | La bonne aventure                                                                                  | Le Caravage                                          | 1594                            | 115×150 cm         | huile sur toile                   | PC 131                  | |
|       | Le Jeune Saint Jean-Baptiste au bélier                                                             | Le Caravage                                          | 1602 ca.                        | 129×95 cm          | huile sur toile                   | PC 239                  | |
|       | Saint Antoine abbé                                                                                 | Cavalier d'Arpin                                     |                                 | 66×45 cm           | huile sur toile                   | PC 157                  | |
|       | Diane chasseresse                                                                                  | Cavalier d'Arpin                                     | 1601-1603                       | 44×32,5 cm         | huile sur bois                    | PC 256                  | |
|       | Danse de paysans                                                                                   | Michelangelo Cerquozzi                               |                                 | 50×69 cm           | huile sur toile                   | PC 83                   | |
|       | Sainte Famille                                                                                     | Carlo Maratta                                        | 1712                            | 57,5×46 cm         | huile sur toile                   | PC 52                   | signé et daté |
|       | Diane et Endymion                                                                                  | Pier Francesco Mola                                  | 1660 ca.                        | 148×117 cm         | huile sur toile                   | PC 149                  | |
|       | Paysage                                                                                            | Onofrio Giustiniani                                  |                                 | 86×197 cm          | huile sur toile                   | PC 261                  | |
|       | Paysage                                                                                            | Onofrio Giustiniani                                  |                                 | 86×197 cm          | jhuile sur toile                  | PC 263                  | |
|       | Sainte Famille                                                                                     | Andrea Sacchi (attribué à)                           |                                 | 99×74 cm           | huile sur toile                   | PC 295                  | |
|       | Lazzare et l'homme riche                                                                           | Carlo Saraceni                                       |                                 | 96×135 cm          | huile sur toile                   | PC 79                   | |
|       | Le Christ parmi les docteurs                                                                       | Pensionante del Saraceni                             | première moitié du XVIIe siècle | 85×103 cm          | huile sur toile                   | PC 135                  | |
|       | Nu féminin                                                                                         | Girolamo Siciolante da Sermoneta                     | 1550                            | 190×93 cm          | huile sur toile                   | PC 293                  | |
|       | Guirlande de fleurs                                                                                | Giovanni Stanchi o Niccolò Stanchi                   |                                 | 75×196 cm          | huile sur toile                   | PC 264                  | |
|       | Guirlande de fleurs                                                                                | Giovanni Stanchi ou Niccolò Stanchi                  |                                 | 75×198 cm          | huile sur toile                   | PC 268                  | |
|       | Autoportrait                                                                                       | Federico Zuccari (attribué à)                        | 1560 ca.                        | 52×41 cm           | huile sur toile                   | PC 69                   | |
|       | Jeune Homme avec un melon (allégorie de l’odorat)                                                  | Peintre inconnu caravagesque                         |                                 | 76×61 cm           | huile sur toile                   | PC 387                  | |
|       | Char de Vénus                                                                                      | Pierre de Cortone                                    | 1622                            | 106×238 cm         | huile sur toile                   | PC 223                  | |
|       | Vierge à l'Enfant avec sainte Catherine et saint Jean                                              | Pierre de Cortone                                    |                                 | 140×210 cm         | huile sur toile                   | PC 242                  | copie de Titien |
|       | Sacrifice de Polyxène                                                                              | Pierre de Cortone                                    | 1620 ca.                        | 273×419 cm         | huile sur toile                   | PC 143                  | |
|       | Triomphe de Bacchus                                                                                | Pierre de Cortone                                    | 1625                            | 144×207 cm         | huile sur toile                   | PC 58                   | |
|       | Portrait d'Urbain VIII                                                                             | Pierre de Cortone                                    | 1624-1627                       | 199×128 cm         | huile sur toile                   | PC 153                  | |
|       | Vierge à l'Enfant avec des anges                                                                   | Pierre de Cortone                                    | 1625-1630                       | 185×137 cm         | huile sur toile                   | PC 262                  | |
|       | L'Enlèvement des Sabines                                                                           | Pierre de Cortone                                    | 1630-1631                       | 280,5×426 cm       | huile sur toile                   | PC 137                  | |
|       | Les Allumiere de Tolfa                                                                             | Pierre de Cortone                                    |                                 | 61×75 cm           | huile sur toile                   | PC 85                   | |
|       | Marine                                                                                             | Pierre de Cortone                                    |                                 | 17×27 cm           | huile sur bois                    | PC 168                  | |
|       | Paysage                                                                                            | Pierre de Cortone                                    |                                 | 16×27 cm           | huile sur bois                    | PC 172                  | |
|       | Portrait d'homme                                                                                   | Pierre de Cortone                                    |                                 | 64×50 cm           | huile sur toile                   | PC 283                  | |
|       | Bataille d'Alexandre contre Darius                                                                 | Pierre de Cortone                                    | 1644-1650                       | 173×375 cm         | huile sur toile                   | PC 260                  | |
|       | Martyre de sainte Faustine                                                                         | Giovanni Ventura Borghesi                            | 1673                            | 244×156 cm         | huile sur toile                   | PC 248                  | signé et daté |
|       | Joseph vendu par ses frères                                                                        | Giovanni Maria Bottalla                              |                                 | 233×325 cm         | huile sur toile                   | PC 139                  | |
|       | Rencontre d'Ésaü et Jacob                                                                          | Giovanni Maria Bottalla                              |                                 | 238×334 cm         | huile sur toile                   | PC 141                  | |
|       | Mariage biblique                                                                                   | Ciro Ferri                                           | 1670-1680                       | 72×61 cm           | huile sur toile                   | PC 207                  | |
|       | Enlèvement d'Hélène                                                                                | Giovanni Francesco Romanelli                         | 1630-1632                       | 105×149 cm         | huile sur toile                   | PC 222                  | |
|       | David                                                                                              | Giovanni Francesco Romanelli                         | 1635-1640                       | 225×143 cm         | huile sur toile                   | PC 230                  | |
|       | Sainte Cécile                                                                                      | Giovanni Francesco Romanelli                         |                                 | 88×66 cm           | huile sur toile                   | PC 186                  | |
|       | L'Innocence                                                                                        | Giovanni Francesco Romanelli                         |                                 | 63×49 cm           | huile sur toile                   | PC 234                  | |
|       | Une sorcière                                                                                       | Salvator Rosa                                        | 1646 ca.                        | 41,5×31 cm         | huile sur toile                   | PC 91                   | |
|       | Un soldat                                                                                          | Salvator Rosa                                        |                                 | 42,5×34 cm         | huile sur toile                   | PC 92                   | |
|       | Bergers et moutons                                                                                 | Maître de l'Annonce aux bergers                      | 1625-1650                       | 78×102 cm          | huile sur toile                   | PC 393                  | |
|       | Diogène et Platon                                                                                  | Mattia Preti                                         | XVIIe siècle                    | 101×151 cm         | huile sur toile                   | PC 225                  | |
|       | David etGoliath                                                                                    | Ambrogio Borgognone                                  | 1650-1660                       | 69,5×153 cm        | huile sur toile                   | PC 404                  | |
|       | Bataille                                                                                           | Ambrogio Borgognone                                  |                                 | 36,5×51 cm         | huile sur toile                   | PC 53                   | |
|       | Bataille                                                                                           | Ambrogio Borgognone                                  |                                 | 37×61 cm           | huile sur toile                   | PC 54                   | |
|       | Triomphe de Flore                                                                                  | Jean Lemaire (attribué à)                            |                                 | 143,5×207 cm       | huile sur toile                   | PC 247                  | copie de Nicolas Poussin |
|       | Moïse fait jaillir l’eau du rocher                                                                 | François Perrier                                     | 1641-1642                       | 142×222 cm         | huile sur toile                   | PC 245                  | |
|       | Adoration du veau d'or                                                                             | François Perrier                                     | 1641-1642                       | 142×220 cm         | huile sur toile                   | PC 57                   | |
|       | Saint Jean Evangéliste                                                                             | Bartolomeo Manfredi                                  |                                 | 134×95 cm          | huile sur toile                   | PC 218                  | aujourd'hui attribué à Nicolas Tournier |
|       | Allégorie de l'intellect, la mémoire et la volonté                                                 | Simon Vouet                                          |                                 | 179×143 cm         | huile sur toile                   | PC 60                   | |
|       | Portrait de prêtre (Vélasquez)                                                                     | Diego Vélasquez                                      | 1650                            | 67×50 cm           | huile sur toile                   | PC 62                   | |
|       | Paysage avec des bergers près de l’arc de San Lorenzo                                              | Jan Asselyn (attribué à)                             |                                 | 51×38,5 cm         | huile sur toile                   | PC 382                  | |
|       | Glorification de la Sainte Croix                                                                   | Leonard Bramer                                       | 1616-1627                       | 58,7×51,6 cm       | huile sur ardoise                 | PC 240                  | |
|       | Paysage avec le Christ qui rencontre les disciples sur le chemin d’Emmaüs                          | Paul Bril (cercle de)                                |                                 | 17×21 cm           | huile sur ardoise                 | PC 386                  | |
|       | Chasse à la horde                                                                                  | Inconnu                                              | seconde moitié du XVIIe siècle  | 61×74,5 cm         | huile sur toile                   | PC 277                  | copie de David de Koninck |
|       | Crucifixion                                                                                        | Gabriel Metsu                                        | 1660-1665                       | 73×56,8 cm         | huile sur toile                   | PC 253                  | |
|       | Romulus et Rémus                                                                                   | Pierre Paul Rubens                                   | 1615-1616                       | 213×212 cm         | huile sur toile                   | PC 67                   | |
|       | Saint François recevant les stigmates                                                              | Pierre Paul Rubens (cercle de)                       | première moitié du XVIIe siècle | 200×160 cm         | huile sur toile                   | PC 130                  | |
|       | Vieux paysan                                                                                       | Michael Sweerts                                      | 1650                            | 41,3×33 cm         | huile sur toile                   | PC 170                  | |
|       | Vieux pélerin                                                                                      | Michael Sweerts                                      | 1650                            | 43×34,5 cm         | huile sur toile                   | PC 171                  | |
|       | Portraits des peintres Luca et Cornelis de Wael                                                    | Antoine van Dyck                                     | 1627                            | 120×101 cm         | huile sur toile                   | PC 71                   | |
|       | Portrait des graveurs Pieter de Jode le Vieux et Pieter de Jode le Jeune                           | Antoine van Dyck                                     | 1620-1640                       | 120×103 cm         | huile sur toile                   | PC 63                   | |
|       | Grande foire                                                                                       | Inconnu                                              | première moitié du XVIIe siècle | 43,5×70 cm         | huile sur bois                    | PC 179                  | copie de David Vinckboons |
|       | Paysage avec Orphée qui enchante les animaux                                                       | Peintre flamand inconnu actif à Rome au XVIIe siècle |                                 | 64,5×128,5 cm      | huile sur bois                    | PC 93                   | |
|       | Paysage hivernal avec des hommes qui ramassent le bois                                             | Klaes Molenaer (attribué à)                          |                                 | 18×24 cm           | huile sur bois                    | PC 384                  | |
|       | Port de mer                                                                                        | Hercules Seghers (attribué à)                        |                                 | 20×29 cm           | huile sur bois                    | PC 385                  | |
|       | Loup mort entouré de chiens                                                                        | Peintre flamand inconnu                              | Seconde moitié du XVIIe siècle  | 190×243 cm         | huile sur toile                   | PC 390                  | |
|       | Vue du Campo Marzio et des Prati di Castello                                                       | Caspar van Wittel                                    |                                 | 25×43 cm           | détrempe sur parchemin            | PC 73                   | |
|       | Vue de Tor de Nona                                                                                 | Caspar van Wittel                                    |                                 | 23×44 cm           | détrempe sur parchemin            | PC 74                   | |
|       | Vue du château Saint-Ange                                                                          | Caspar van Wittel                                    |                                 | 23×44 cm           | détrempe sur parchemin            | PC 75                   | |
|       | Vue de Montecavallo                                                                                | Caspar van Wittel                                    | 1682                            | 26×47 cm           | détrempe sur parchemin            | PC 78                   | |
|       | Vue du château Saint-Ange et du Vatican depuis Prati di Castello                                   | Caspar van Wittel                                    |                                 | 23×43 cm           | détrempe sur parchemin            | PC 80                   | |
|       | Vue de l'île de Tiberina                                                                           | Caspar van Wittel                                    |                                 | 23×44 cm           | détrempe sur parchemin            | PC 81                   | |
|       | Vue du Ponte Sisto                                                                                 | Caspar van Wittel                                    |                                 | 26×48 cm           | détrempe sur parchemin            | PC 82                   | |
|       | Vue du temple de Vesta                                                                             | Caspar van Wittel                                    |                                 | 27×61,5 cm         | huile sur toile                   | PC 166                  | |
|       | Vue du Ponte Rotto                                                                                 | Caspar van Wittel                                    |                                 | 26×60,5 cm         | huile sur toile                   | PC 167                  | |
|       | Vue de San Nilo a Grottaferrata                                                                    | Caspar van Wittel                                    |                                 | 49×62 cm           | huile sur toile                   | PC 94                   | |
|       | Sainte Famille                                                                                     | Pompeo Batoni                                        |                                 | 98,5×74 cm         | huile sur toile                   | PC 359                  | |
|       | Rome                                                                                               | Domenico Corvi                                       |                                 | 134,5×96 cm        | huile sur toile                   | PC 254                  | |
|       | Romulus et Rémus                                                                                   | Domenico Corvi                                       |                                 | 135×118,5 cm       | huile sur toile                   | PC 255                  | |
|       | Camillus et le maître de Falerii                                                                   | Domenico Corvi                                       | 1764-1766                       | 134,5×143 cm       | huile sur toile                   | PC 377                  | copie de Nicolas Poussin |
|       | La Vestale Tuzia                                                                                   | Domenico Corvi                                       |                                 | 135,5×122 cm       | huile sur toile                   | PC 281                  | |
|       | Découverte de Romulus et Rémus                                                                     | Andrea Locatelli (attribué à)                        |                                 | 40×53,5 cm         | huile sur toile                   | PC 379                  | |
|       | Village avec des ruines                                                                            | Maria Luigia Raggi (Maestro dei Capricci di Prato)   |                                 | 31×59 cm           | détrempe sur parchemin            | PC 272                  | |
|       | Village avec des ruines                                                                            | Maria Luigia Raggi (Maestro dei Capricci di Prato)   |                                 | 31×59 cm           | détrempe sur parchemin            | PC 273                  | |
|       | Village avec des ruines                                                                            | Maria Luigia Raggi (Maestro dei Capricci di Prato)   |                                 | 31×59 cm           | détrempe sur parchemin            | PC 274                  | |
|       | Village avec des ruines                                                                            | Maria Luigia Raggi (Maestro dei Capricci di Prato)   |                                 | 31×59 cm           | détrempe sur parchemin            | PC 275                  | |
|       | Nature morte                                                                                       | Spadino                                              |                                 | 85×71 cm           | huile sur toile                   | PC 380                  | |
|       | Portrait du cardinal Silvio Valenti Gonzaga                                                        | Pierre Subleyras                                     | 1745ca.                         | 128×98 cm          | huile sur toile                   | PC 402                  | |
|       | Dîner dans la maison du Pharisien                                                                  | Maria Felice Tibaldi Subleyras                       | 1748                            | 27,2×63,8 cm       | acquarelle sur parchemin          | PC 76                   | signé et daté |
|       | Pentecôte                                                                                          | Bassano (atelier de)                                 |                                 | 139×73 cm          | huile sur toile                   | PC 86                   | |
|       | Sainte Famille avec des saints                                                                     | Ippolito Scarsella (attribué à)                      |                                 | 43,5×60,5 cm       | huile sur bois                    | PC 296                  | |
|       | Sainte Famille avec saint François                                                                 | Ippolito Scarsella (attribué à)                      |                                 | 38,5×28,5 cm       | huile sur toile                   | PC 194                  | |
|       | Portrait d'homme                                                                                   | Peintre lombard inconnu                              | milieu du XVIe siècle           | 75×61 cm           | huile sur toile                   | PC 292                  | |
|       | Portrait d'homme                                                                                   | Peintre vénitien inconnu                             | milieu du XVe siècle            | 30×23 cm           | huile sur bois                    | PC 46                   | |
|       | Chassée de l'Eden                                                                                  | Peintre vénitien inconnu                             | XVIe siècle                     | 42,3×77,8 cm       | huile sur toile                   | PC 144                  | |
|       | Vierge à l'Enfant avec saint François                                                              | Peintre vénitien inconnu                             | XVIe siècle                     | 78×62,5 cm         | huile sur toile                   | PC 291                  | |
|       | Visage de victime                                                                                  | Peintre vénitien inconnu                             | XVIe – XVIIe siècle             | 46,5×31 cm         | huile sur toile                   | PC 161                  | |
|       | Les ancêtres                                                                                       | Peintre vénitien inconnu                             | XVIIe siècle                    | 160×210 cm         | huile sur toile                   | PC 142                  | |
|       | Saint Jean Baptiste                                                                                | Peintre gênois inconnu                               | XVIIe siècle                    | 71×56 cm           | huile sur toile                   | PC 383                  | |
|       | Portrait du cardinal Bessarione                                                                    | Peintre émilien inconnu                              | première moitié du XVIe siècle  | 55,5×43,5 cm       | huile sur toile                   | PC 381                  | |
|       | Visage de Madone                                                                                   | Peintre émilien inconnu                              | XVIe siècle                     | 38×27 cm           | huile sur bois                    | PC 158                  | |
|       | Portrait de vieux                                                                                  | Peintre émilien inconnu                              | seconde moitié du XVIe siècle   | 47,5×41 cm         | huile sur toile                   | PC 285                  | |
|       | Portrait d'homme                                                                                   | Peintre émilien inconnu                              | seconde moitié du XVIe siècle   | 47,5×40,5 cm       | huile sur toile                   | PC 156                  | |
|       | Le Christ et Véronique                                                                             | Peintre émilien inconnu                              | première moitié du XVIIe siècle | 74×89 cm           | huile sur toile                   | PC 219                  | |
|       | Portrait d'homme                                                                                   | Peintre florentin inconnu                            | première moitié du XVIe siècle  | 75×62 cm           | huile sur bois                    | PC 64                   | |
|       | Portrait de gentildame                                                                             | Peintre florentin inconnu                            | seconde moitié du XVIe siècle   | 57×44 cm           | huile sur bois                    | PC 290                  | |
|       | Judith avec la tête d'Holopherne                                                                   | Peintre inconnu d'Italie centrale                    | XVIe siècle                     | 107,5×81 cm        | huile sur bois                    | PC 3                    | |
|       | Paysage avec des personnages                                                                       | Peintre romain inconnu                               | fin XVIIe siècle                | 28×42 cm           | huile sur bois                    | PC 169                  | |
|       | Visage de vieux guerrier                                                                           | Peintre romain inconnu                               | XVIIe siècle (?)                | 67×55 cm           | huile sur toile                   | PC 190                  | |
|       | Quadratures avec ruines                                                                            | Alberto Carlieri (?)                                 | XVIIe siècle (?)                | 74×60 cm           | huile sur toile                   | PC 267, 268, 269 et 270 | Série de quatre toiles identiques dans les dimensions et le support |
|       | Vase avec des fleurs                                                                               | Peintre romain inconnu                               | XVIIIe siècle                   | 73×98 cm           | huile sur toile                   | PC 265 et 266           | Série de deux toiles identiques dans les dimensions et le support |
|       | Triomphe de la croix                                                                               | Peintre inconnu actif à Naples                       | XIIe – XVIIIe siècle            | 43×56,5 cm         | huile sur toile                   | PC 163                  | |
|       | Gloire des bienheureux                                                                             | Peintre inconnu actif à Naples                       | XIIe – XVIIIe siècle            | 43×56,5 cm         | huile sur toile                   | PC 165                  | |
|       | Portrait de jeune garçon                                                                           | Peintre inconnu italien                              | milieu XVIe siècle              | 39,5×28,5 cm       | huile sur toile                   | PC 164                  | |
|       | Vierge à l'Enfant avec des dévots et une sainte                                                    | Peintre inconnu italien                              | XVIe siècle                     | 220×235 cm         | fresque détachée                  | PC 400                  | |
|       | Visage du Christ couronné d'épines                                                                 | Peintre romain inconnu (?)                           | XVIe siècle                     | 32,5×27 cm         | huile sur toile                   | PC 200                  | copie de Federico Barocci |
|       | Portrait du pape Pie IV                                                                            | Peintre romain inconnu                               | XVIe siècle                     | 29×22 cm           | huile sur toile reportée sur bois | PC 199                  | |
|       | Pietà                                                                                              | Peintre inconnu italien                              | XVIe siècle                     | 190×150 cm         | huile sur toile                   | PC 205                  | |
|       | Madeleine pénitente                                                                                | Peintre inconnu italien                              | XVIe siècle                     | 96×73 cm           | huile sur toile                   | PC 150                  | |
|       | Saint Thomas d'Aquin                                                                               | Peintre inconnu italien                              | XVIIe siècle                    | 94×34 cm           | huile sur toile                   | PC 213                  | |
|       | Saint évêque                                                                                       | Peintre inconnu italien                              | XVIIe siècle                    | 94×34 cm           | huile sur toile                   | PC 214                  | |
|       | Bataille                                                                                           | Peintre inconnu italien                              | XVIIIe siècle                   | 44,5×92 cm         | huile sur toile                   | PC 391                  | |
|       | Marine                                                                                             | Peintre inconnu italien                              | -                               | 47,5×133,5 cm      | huile sur toile                   | PC 236 et 237           | Série de deux toiles identiques pour les dimensions et le support |
|       | Marine                                                                                             | Peintre romain inconnu                               | XVIIIe siècle                   | 48×64 cm           | huile sur toile                   | PC 276                  | |
|       | Vue d'un golfe                                                                                     | Peintre inconnu italien                              | fin XVIIe début XVIIIe siècle   | 48×64 cm           | huile sur toile                   | PC 282                  | |
|       | Vierge à l'Enfant et Saint Jean                                                                    | Peintre inconnu italien                              | -                               | 72×69 cm           | huile sur toile                   | PC 300                  | |
|       | Empereurs à cheval                                                                                 | Peintre inconnu italien                              | XVIIe – XVIIIe siècle           | 265×205 cm         | huile sur toile                   | PC 362-372 (de - à)     | Série de onze toiles identiques pour les dimensions et le support |
|       | Portrait de musicien                                                                               | Peintre inconnu italien                              | XVIIIe siècle                   | 86×64,5 cm         | huile sur toile                   | PC 374                  | |
|       | Paysage avec des ermites                                                                           | Peintre flamand inconnu                              | début du XVIIe siècle           | 17×23 cm           | huile sur ardoise                 | PC 389                  | |
|       | Sainte Famille avec sainte Elisabeth et saint Jean                                                 | Peintre flamand inconnu                              | XVIIe siècle                    | 119×95 cm          | huile sur toile                   | PC 173                  | |
|       | Vierge avec saint Jérôme                                                                           | Inconnu                                              | -                               | 202×137 cm         | huile sur toile                   | PC 203                  | copie de Le Corrège |
|       | Mariage mystique de sainte Catherine                                                               | Inconnu                                              | -                               | 114×105 cm         | huile sur toile                   | PC 280                  | copie de Le Corrège |
|       | Mariage mystique de sainte Catherine                                                               | Inconnu                                              | -                               | 29×24,5 cm         | huile sur bois                    | PC 193                  | copie de Le Corrège (peinture du Musée de Capodimonte à Naples) |
|       | Ecce Homo                                                                                          | Peintre émilien inconnu                              | XVIe siècle                     | 100×80 cm          | huile sur bois                    | PC 220                  | copie de Le Corrège |
|       | Vierge à l'Enfant et les saintes Madeleine et Lucie (Vierge d'Albinea)                             | Peintre italien inconnu                              | XVIe siècle                     | 161z151 cm         | huile sur toile                   | PC 244                  | copie de Le Corrège |
|       | Vierge de san Zaccaria                                                                             | Peintre émilien inconnu                              | -                               | 75×+59,5 cm        | huile sur bois                    | PC 279                  | copie de Parmigianino |
|       | Dîner dans la maison du Pharisien                                                                  | Peintre vénitien inconnu                             | XVIe siècle                     | 87×121 cm          | huile sur toile                   | PC 284                  | copie de Francesco Bassano le Jeune |
|       | Parabole du facteur infidèle                                                                       | Inconnu                                              | -                               | 68×44 cm           | huile sur bois                    | PC 87                   | copie de Domenico Fetti |
|       | Vierge à l'Enfant                                                                                  | Inconnu                                              | -                               | 103×75 cm          | huile sur toile                   | PC 271                  | copie de Giacinto Brandi |
|       | Martyre de sainte Agathe                                                                           | Inconnu                                              | -                               | 43×34 cm           | huile sur carton (?)              | PC 392                  | copie de Giambattista Tiepolo |
|       | Portrait de Michel-Ange                                                                            | Peintre toscan inconnu (?)                           | XVIe siècle                     | 64×50 cm           | huile sur bois                    | PC 72                   | |